# Doris magnotuberculata
Doris magnotuberculata is een slakkensoort uit de familie van de Dorididae. De wetenschappelijke naam van de soort werd voor het eerst geldig gepubliceerd in 2015 door Martynov, Sanamyan en Korshunova als Archidoris magnotuberculata.